# 6. Sinfonie (Schubert)
Die Sinfonie Nr. 6 C-Dur D 589 von Franz Schubert entstand 1817/1818 in Wien und wird (zur Unterscheidung von der in der gleichen Tonart stehenden „Großen Sinfonie in C-Dur“) auch die „Kleine C-Dur“ genannt. Die Spieldauer beträgt circa 28 Minuten.

## Entstehung
Die Sinfonie entstand von Oktober 1817 bis Februar 1818, ein Jahr nach der Sinfonie Nr. 5. Im Unterschied zu einer Vorbereitungszeit von wenigen Wochen für frühere Sinfonien Schuberts dauerte diese für die 6. Sinfonie fünf Monate. Möglicherweise hat Schubert in dieser Zeit mit Unterbrechungen, während der eigentlichen Kompositionsarbeiten aber zügig an der Sinfonie gearbeitet.
Nach Abschluss der Kompositionsarbeiten betitelte Schubert die Sinfonie Nr. 6 in Bezug auf die Besetzung auch mit Klarinetten, Trompeten und Pauken als „Große Sinfonie in C“. Heute wird die Sinfonie in C-Dur, D 944 als „Große C-Dur-Sinfonie“ bezeichnet. Die Sinfonie Nr. 6 C-Dur D 589 trägt zur Unterscheidung inzwischen den Beinamen „Kleine C-Dur-Sinfonie“.

## Zur Musik

### 1. Satz: Adagio – Allegro
C-Dur, 3/4-Takt – C-Dur, 2/2-Takt (alla breve)
Von Orchestertutti begleitet, hebt die bedächtige Adagio-Introduktion des ersten Satzes an. Sie hat beispielsweise in der kadenzierenden und mit Trillern versehenen Rückführung ab Takt 8, die die Sinfonie erneut zu eröffnen scheint, oder dem unerwarteten, gesangsartigen Klarinettensolo ab Takt 18 den Charakter eines Singspiels und ist als Einleitung für das Allegro-Thema unentbehrlich. Das Allegro-Thema selbst erinnert wiederum an Joseph Haydns 100. Sinfonie (die „Militärsinfonie“).
Der Einsatz des Themas ab Takt 187 scheint zunächst der Eintritt der Reprise zu sein; stattdessen folgt jedoch ein weiterer Durchführungsabschnitt in Es-Dur, bevor unvermittelt in einem „koloristischen Überraschungseffekt“ die Reprise tatsächlich einsetzt. Eine ähnliche Wirkung hat die in der Coda im fortissimo einsetzende Stretta, die in hohem Tempo in eine groß angelegte Kadenz übergeht.

### 2. Satz: Andante
F-Dur, 2/4-Takt
Das Andante des zweiten Satzes enthält ein lyrisches volksliedartiges Thema, kombiniert mit Schuberts individueller Musiksprache. Der Satz ist gekennzeichnet von Gegensätzen zwischen bedächtigen und introvertierten Abschnitten einerseits und marschartigen Abschnitten und italienischer Opernmusik andererseits. Nach Ansicht von Musikwissenschaftler Wolfgang Stähr tat Schubert dies allerdings in einem solchen Maß, dass damit »die Grenze zur Trivialität, zu einer Musik aus zweiter Hand [...] mehr als einmal berührt« wird.
Der zweite Abschnitt des Mittelteils ab Takt 49 kommt ohne melodische Bildung aus und entwickelt mit dem stetig wiederholten Triolenmotiv eine Flächenwirkung. Dieser Abschnitt erinnert an Schuberts sinfonischen Spätstil.

### 3. Satz: Scherzo. Presto – Trio. Più lento
C-Dur, 3/4-Takt – E-Dur, 3/4-Takt
Das Presto des dritten Satzes bezeichnet Schubert – das erste Mal in einer seiner Sinfonien dem Beispiel von Ludwig van Beethovens Sinfonie Nr. 2 folgend – als Scherzo. Ein weiteres Merkmal für Beethoven als Vorbild ist der von Schubert gestaltete Hauptteil, der mit 48 Takten den 8 Takte langen Hauptteil im dritten Satz von Beethovens Sinfonie Nr. 1 zwar an Länge übertrifft, in Gestalt und Gliederung aber von der Achttaktigkeit geprägt ist.
Die Energie der Musik geht quer durch alle Stimmen in alle Richtungen. Im Gegensatz dazu findet sich im von volkstümlichem Ton geprägten Trio des Satzes eine gleichförmige Entwicklung.

### 4. Satz: Allegro moderato
C-Dur, 2/4-Takt
Der vierte Satz der Sinfonie orientiert sich in seinem Sonatensatz ohne Durchführung, einer überdurchschnittlich langen Coda und eines aneinander reihenden statt dynamischen Stils am Beispiel der italienischen Ouvertüre. Schubert folgt hier dem Stil des italienischen Opernkomponisten Gioachino Rossini, dem er ein »außerordentliches Genie« bescheinigt hatte. Rossinis Musik war zu der Zeit überaus populär und inspirierte das Finale der Sinfonie Nr. 6 ebenso wie die Komposition der gleichzeitig entstandenen Ouvertüren (D 590 und D 591).

## Besetzung
2 Flöten, 2 Oboen, 2 Klarinetten (in C), 2 Fagotte, 2 Hörner (in C und F), 2 Trompeten (in C), Pauken (in C und G) und Streicher: 1. Violine, 2. Violine, Bratsche, Violoncello, Kontrabass

## Wirkung
Die Sinfonie wurde kurz nach ihrer Vollendung dem Bericht des Juristen Leopold von Sonnleithner zufolge entweder in einem Privatkonzert des „Hatwig’schen Orchesters“ im Gundelhof oder, nachdem Hatwig erkrankt war, am Bauernmarkt bei Anton Pettenkofer unter Josef Otter uraufgeführt.
Die erste öffentliche Aufführung fand am 14. Dezember 1828 – wenige Wochen nach Schuberts Tod – im großen Redoutensaal der Wiener Hofburg im Rahmen eines Abonnementkonzerts der «Gesellschaft der Musikfreunde in Wien» mit Johann Baptist Schmiedel als Dirigent statt. Eine weitere Darbietung dieser Sinfonie gab es dann allem Anschein nach bereits am 12. März 1829 im Rahmen eines Concert spirituel im Landständischen Saal in Wien.
Im Rahmen dieses Konzerts schrieb die «Allgemeine musikalische Zeitung» am 4. Februar 1829:

„Am 14ten [Dezember 1828], im k. k. grossen Redouten-Saale: Zweytes Gesellschafts-Concert [...]: Neue Symphonie in C Dur, von Franz Schubert (aus dessen Nachlasse): ein schönes, fleissig gearbeitetes Werk, dessen vorzüglich ansprechende Sätze das Scherzo und Finale sind. Was man vielleicht daran tadeln könnte, wäre, dass das blasende Orchester allzu reichlich bedacht ist, wogegen die Streichinstrumente fast im Durchschnitt nur subordinirt erscheinen.“

Am 19. Jänner 1861 warf die Wiener «Deutsche Musik-Zeitung» die Frage auf, ob es sich bei der im Programm von 1828 angekündigten „Sinfonie in C“ um die „Sechste“ handelte oder um die „Große Sinfonie in C-Dur“ (die damals als „Siebte“ gezählt wurde). Diese Unsicherheit wurde von Leopold von Sonnleithner eindeutig beantwortet, der die Aufführungen im Dezember und März besucht hat.
Veröffentlicht wurde die Sinfonie im Jahre 1884 im Rahmen der von Johannes Brahms redigierten Alten Gesamtausgabe aller Schubert-Sinfonien durch den Verlag Breitkopf & Härtel. Brahms bescheinigte Schuberts so genannten Jugendsinfonien keinen hohen künstlerischen Wert und war der Meinung, sie »sollten nicht veröffentlicht, sondern nur mit Pietät bewahrt und vielleicht durch Abschriften mehreren zugänglich gemacht werden«.
Antonín Dvořák war zu seiner Zeit einer der wenigen Bewunderer der frühen Sinfonien Schuberts, in denen er – trotz des Einflusses von Haydn und Mozart – im „Charakter der Melodien“, der »harmonischen Progression« und den »vielen exquisiten Details der Orchestrierung« Schuberts Individualität erkannte. So machte er während seiner Lehrtätigkeit in New York seine Studenten auch mit Schuberts 6. Sinfonie vertraut.
Musikwissenschaftler Alfred Einstein beschrieb die Sinfonie als »merkwürdig unbeliebt bei den Dirigenten, die sich gern zur ›Tragischen‹ und der intimen B-dur-Sinfonie herablassen. Kein Wunder, sie befremdet sie. Sie passt in kein Schema«.
Heute wird das aus 82 zwölfzeiligen Notenblättern im Querformat bestehende Autograph von der Gesellschaft der Musikfreunde in Wien aufbewahrt.